# بيغي هال
بيغي هال (بالإنجليزية: Peggy Hull)‏ هي مصورة وصحفية أمريكية، ولدت في 30 ديسمبر 1889، وتوفيت في 19 يونيو 1967.